# Franz Janssens
 (octobre 2018).
Si vous disposez d'ouvrages ou d'articles de référence ou si vous connaissez des sites web de qualité traitant du thème abordé ici, merci de compléter l'article en donnant les références utiles à sa vérifiabilité et en les liant à la section « Notes et références ».
Pour les articles homonymes, voir Frans Janssens (homonymie) et Janssens.
Franz Janssens né à Loverval le 3 avril 1914, décédé à Charleroi le 9 juin 1985, est un homme politique belge et un militant wallon.
Licencié en sciences commerciales de l'Université de Mons, Franz Janssens sera réviseur d'entreprises et militant du Parti libéral, notamment comme président national des Jeunesses libérales (1952). Il est coopté la même année au Comité permanent du Congrès national wallon. Il sera également président de l'Entente libérale wallonne (octobre 1965). Il finira par la quitter, estimant qu'il n'est pas entendu.
Il est conseiller communal de Gosselies (1964-1970), sénateur de 1971 à 1978. Il est président national du PLP wallon en 1973 qui s'est séparé du PLP national à l'instar des libéraux flamands. Lors de l'expérience dite de régionalisation provisoire tentée par François Perin alors ministre des réformes institutionnelles en 1974, les élus wallons se réunissent à Namur et forment un Conseil régional wallon provisoire. C'est Franz Janssens qui en est élu président. Il exerce cette fonction jusqu'en 1977. 
Il contribue à rallier les forces libérales wallonnes au PRL wallon à la suite du ralliement de Jean Gol, Étienne Knoops et François Perin, PRL qui deviendra le PRLw. Il est opposé aux Accords d'Egmont et du Stuyvenberg, notamment en raison du fait que ceux-ci prévoient le découpage de la Flandre et de la Wallonie en sous-régions venant se substituer aux provinces. Il n'est pas réélu au sénat en 1978. L'Encyclopédie du Mouvement wallon lui consacre une notice en la page 863 de son Tome II.